# Несвіт Василь Андрійович
Несвіт Василь Андрійович (нар. 8 березня 1939, смт Низи Краснопільського району Сумської області — 7 січня 2012, м. Харків) — український залізничник, начальник Південної залізниці у 1997—2000 роках, почесний залізничник, заслужений працівник транспорту України.

## Біографія

### Життєпис
Василь Несвіт народився 8 березня 1939 року у смт Низи на Сумщині у родині залізничника.
У 1958 році він закінчив Люботинське технічне училище № 9, і почав працювати на Південній залізниці, обіймавши посади шляхового робітника, колійного майстра Харківської дистанції, головного інжернера та майшстра колійної машинної станції № 131, головного інженера служби колії, начальника технічного відділу залізниці, начальника служби колії, заступника начальника залізниці з колії та будівництва, а також начальника Харківського дирекції Південної залізниці та головного інженера Південної залізниці. Паралельно з роботою на залізниці закінчив Харківському інституті інженерів залізничного транспорту.
7 жовтня 1997 року Василя Несвіта було призначено начальником Південної залізниці, якою керував до 2000 року. За його керівництва було електрифіковано дільницю Лубни — Ромодан, реконструйовано кілька вокзалів та дитячий табір «Сонячний» тощо.
Був обраним депутатом Харківської обласної ради від Люботинського виборчого округу № 5.
Василь Несвіт помер 7 січня 2012 року.

### Нагороди та відзнаки
- Почесний залізничник
- Заслужений працівник транспорту України

## Увічнення пам'яті
8 жовтня 2012 року станція Гребінниківка Сумської дирекції Південної залізниці перейменована на честь колишнього начальника Південної залізниці Василя Несвіта.